# España en el Torneo masculino de fútbol en los Juegos Olímpicos 2024

## Plantel
Entrenador:  Santi Denia
España anunció su plantilla inicial de 22 hombres el 26 de junio de 2024.  La plantilla final se anunció el 10 de julio. 
| No. | Pos. | Jugador            | Fecha de nacimiento (edad)        | Apa. | Goles | Club                |
| --- | ---- | ------------------ | --------------------------------- | ---- | ----- | ------------------- |
| 1   | POR  | Arnau Tenas        | 30 de mayo de 2001 (23 años)      | 0    | 0     | París Saint-Germain |
| 2   | DEF  | Marc Pubill        | 20 de junio de 2003 (21 años)     | 0    | 0     | Almería             |
| 3   | DEF  | Juan Miranda       | 19 de enero de 2000 (24 años)     | 5    | 0     | Real Betis          |
| 4   | DEF  | Eric García        | 9 de enero de 2001 (23 años)      | 7    | 0     | Girona              |
| 5   | DEF  | Pau Cubarsí        | 22 de enero de 2007 (17 años)     | 0    | 0     | Barcelona           |
| 6   | MED  | Pablo Barrios      | 15 de junio de 2003 (21 años)     | 0    | 0     | Atlético Madrid     |
| 7   | DEL  | Diego López        | 13 de mayo de 2002 (22 años)      | 0    | 0     | Valencia            |
| 8   | MED  | Beñat Turrientes   | 31 de enero de 2002 (22 años)     | 0    | 0     | Real Sociedad       |
| 9   | DEL  | Abel Ruiz          | 28 de enero de 2000 (24 años)     | 0    | 0     | Braga               |
| 10  | MED  | Álex Baena         | 20 de julio de 2001 (23 años)     | 0    | 0     | Villarreal          |
| 11  | MED  | Fermín López       | 11 de mayo de 2003 (21 años)      | 0    | 0     | Barcelona           |
| 12  | DEF  | Jon Pacheco        | 8 de enero de 2001 (23 años)      | 0    | 0     | Real Sociedad       |
| 13  | POR  | Joan García        | 4 de mayo de 2001 (23 años)       | 0    | 0     | Espanyol            |
| 14  | MED  | Aimar Oroz         | 27 de noviembre de 2001 (22 años) | 0    | 0     | Osasuna             |
| 15  | DEF  | Miguel Gutiérrez   | 27 de julio de 2001 (22 años)     | 0    | 0     | Girona              |
| 16  | MED  | Adrián Bernabé     | 26 de mayo de 2001 (23 años)      | 0    | 0     | Parma               |
| 17  | DEF  | Sergio Gómez       | 4 de septiembre de 2000 (23 años) | 0    | 0     | Manchester City     |
| 18  | DEL  | Samu Omorodion     | 5 de mayo de 2004 (20 años)       | 0    | 0     | Alavés              |
| 19  | DEF  | Cristhian Mosquera | 27 de junio de 2004 (20 años)     | 0    | 0     | Valencia            |
| 20  | DEF  | Juanlu Sánchez     | 15 de agosto de 2003 (20 años)    | 0    | 0     | Sevilla             |
| 21  | DEL  | Sergio Camello     | 10 de febrero de 2001 (23 años)   | 0    | 0     | Rayo Vallecano      |
| 22  | POR  | Alejandro Iturbe   | 2 de septiembre de 2003 (20 años) | 0    | 0     | Atlético Madrid     |

## Participación

### Partidos
| Fecha       | Ciudad   | Instancia        |                      |                                    | Resultado             |                   |        |
| ----------- | -------- | ---------------- | -------------------- | ---------------------------------- | --------------------- | ----------------- | ------ |
| 24 de julio | París    | Fase de grupos   | Uzbekistán           | Bandera de Uzbekistán              | 1:2 (1:1)             | Bandera de España | España |
| 27 de julio | Burdeos  | Fase de grupos   | República Dominicana | Bandera de la República Dominicana | 1:3 (1:1)             | Bandera de España | España |
| 30 de julio | Burdeos  | Fase de grupos   | España               | Bandera de España                  | 1:2 (0:1)             | Bandera de Egipto | Egipto |
| 2 de agosto | Lyon     | Cuartos de final | Japón                | Bandera de Japón                   | 0:3 (0:1)             | Bandera de España | España |
| 5 de agosto | Marsella | Semifinales      | Marruecos            | Bandera de Marruecos               | 1:2 (1:0)             | Bandera de España | España |
| 9 de agosto | París    | Final            | Francia              | Bandera de Francia                 | 3:5 (3:3, 1:3) (t.s.) | Bandera de España | España |

### Primera fase - Grupo C

#### Posiciones
| Selección            | Pts | PJ | PG | PE | PP | GF | GC | Dif |
| -------------------- | --- | -- | -- | -- | -- | -- | -- | --- |
| Egipto               | 7   | 3  | 2  | 1  | 0  | 3  | 1  | 2   |
| España               | 6   | 3  | 2  | 0  | 1  | 6  | 4  | 2   |
| República Dominicana | 2   | 3  | 0  | 2  | 1  | 1  | 4  | −2  |
| Uzbekistán           | 1   | 3  | 0  | 1  | 2  | 2  | 4  | −2  |

#### Uzbekistán vs. España
| 24 de julio de 2024, 15:00 | Uzbekistán              | 1:2 (1:1)                | España                 | Parque de los Príncipes, París                                                 |                                                                                |
|                            | Shomurodov 45+3' (pen.) | COI Reporte FIFA Reporte | Pubill 29' · Gómez 62' | Asistencia: 33 732 espectadores Árbitro(s): Dahane Beida VAR: Lahlou Benbraham | Asistencia: 33 732 espectadores Árbitro(s): Dahane Beida VAR: Lahlou Benbraham |

| 1          | Guardameta     | Abduvohid Nematov        |     |
| 4          | Defensa        | Husniddin Aliqulov       |     |
| 3          | Defensa        | Abduqodir Husanov        |     |
| 5          | Defensa        | Muhammadkodir Hamraliev  |     |
| 6          | Defensa        | Ibrokhimkhalil Yuldoshev |     |
| 18         | Centrocampista | Abdurauf Buriev          | 66' |
| 15         | Centrocampista | Umarali Rakhmonaliev     |     |
| 7          | Centrocampista | Abbosbek Fayzullaev      |     |
| 10         | Centrocampista | Jasurbek Jaloliddinov    | 66' |
| 11         | Centrocampista | Oston Urunov             | 59' |
| 14         | Delantero      | Eldor Shomurodov         | 79' |
| Entrenador | Entrenador     | Timur Kapadze            |     |

| 1          | Guardameta     | Arnau Tenas   |     |
| 2          | Defensa        | Marc Pubill   |     |
| 5          | Defensa        | Pau Cubarsí   | 46' |
| 4          | Defensa        | Eric García   |     |
| 3          | Defensa        | Juan Miranda  |     |
| 11         | Centrocampista | Fermín López  | 76' |
| 6          | Centrocampista | Pablo Barrios |     |
| 14         | Centrocampista | Aimar Oroz    | 76' |
| 10         | Centrocampista | Álex Baena    | 86' |
| 17         | Centrocampista | Sergio Gómez  |     |
| 9          | Delantero      | Abel Ruiz     | 88' |
| Entrenador | Entrenador     | Santi Denia   |     |

| 9  | Delantero      | Khusayin Norchaev  | 59' |
| 8  | Delantero      | Ruslanbek Jiyanov  | 66' |
| 17 | Centrocampista | Diyor Kholmatov    | 66' |
| 19 | Centrocampista | Ibrokhim Ibragimov | 79' |

| 12 | Defensa        | Jon Pacheco      | 46' |
| 16 | Centrocampista | Adrián Bernabé   | 76' |
| 7  | Delantero      | Diego López      | 76' |
| 18 | Delantero      | Samu Omorodion   | 86' |
| 8  | Centrocampista | Beñat Turrientes | 86' |

| Anotado · Penal | 45+3' | Eldor Shomurodov | 1:1 |

| Anotado | 29' | Marc Pubill  | 0:1 |
| Anotado | 62' | Sergio Gómez | 1:2 |

| Amonestado | 36' | Jasurbek Jaloliddinov |
| Amonestado | 61' | Ahmed Hasan           |
| Amonestado | 68' | Diyor Kholmatov       |

| Amonestado | 7'    | Pau Cubarsí    |
| Amonestado | 37'   | Marc Pubill    |
| Amonestado | 81'   | Adrián Bernabé |
| Amonestado | 81'   | Abel Ruiz      |
| Amonestado | 90+8' | Samu Omorodion |

| Árbitro             | Dahane Beida      |
| Árbitros asistentes | Jerson dos Santos |
| Árbitros asistentes | Stephen Yiembe    |
| Cuarto árbitro      | Drew Fischer      |
| VAR                 | Lahlou Benbraham  |
| Adicional VAR       | Tatiana Guzmán    |

| 1          | Guardameta     | Abduvohid Nematov        |     |
| 4          | Defensa        | Husniddin Aliqulov       |     |
| 3          | Defensa        | Abduqodir Husanov        |     |
| 5          | Defensa        | Muhammadkodir Hamraliev  |     |
| 6          | Defensa        | Ibrokhimkhalil Yuldoshev |     |
| 18         | Centrocampista | Abdurauf Buriev          | 66' |
| 15         | Centrocampista | Umarali Rakhmonaliev     |     |
| 7          | Centrocampista | Abbosbek Fayzullaev      |     |
| 10         | Centrocampista | Jasurbek Jaloliddinov    | 66' |
| 11         | Centrocampista | Oston Urunov             | 59' |
| 14         | Delantero      | Eldor Shomurodov         | 79' |
| Entrenador | Entrenador     | Timur Kapadze            |     |

| 1          | Guardameta     | Arnau Tenas   |     |
| 2          | Defensa        | Marc Pubill   |     |
| 5          | Defensa        | Pau Cubarsí   | 46' |
| 4          | Defensa        | Eric García   |     |
| 3          | Defensa        | Juan Miranda  |     |
| 11         | Centrocampista | Fermín López  | 76' |
| 6          | Centrocampista | Pablo Barrios |     |
| 14         | Centrocampista | Aimar Oroz    | 76' |
| 10         | Centrocampista | Álex Baena    | 86' |
| 17         | Centrocampista | Sergio Gómez  |     |
| 9          | Delantero      | Abel Ruiz     | 88' |
| Entrenador | Entrenador     | Santi Denia   |     |

| 9  | Delantero      | Khusayin Norchaev  | 59' |
| 8  | Delantero      | Ruslanbek Jiyanov  | 66' |
| 17 | Centrocampista | Diyor Kholmatov    | 66' |
| 19 | Centrocampista | Ibrokhim Ibragimov | 79' |

| 12 | Defensa        | Jon Pacheco      | 46' |
| 16 | Centrocampista | Adrián Bernabé   | 76' |
| 7  | Delantero      | Diego López      | 76' |
| 18 | Delantero      | Samu Omorodion   | 86' |
| 8  | Centrocampista | Beñat Turrientes | 86' |

| Anotado · Penal | 45+3' | Eldor Shomurodov | 1:1 |

| Anotado | 29' | Marc Pubill  | 0:1 |
| Anotado | 62' | Sergio Gómez | 1:2 |

| Amonestado | 36' | Jasurbek Jaloliddinov |
| Amonestado | 61' | Ahmed Hasan           |
| Amonestado | 68' | Diyor Kholmatov       |

| Amonestado | 7'    | Pau Cubarsí    |
| Amonestado | 37'   | Marc Pubill    |
| Amonestado | 81'   | Adrián Bernabé |
| Amonestado | 81'   | Abel Ruiz      |
| Amonestado | 90+8' | Samu Omorodion |

| Árbitro             | Dahane Beida      |
| Árbitros asistentes | Jerson dos Santos |
| Árbitros asistentes | Stephen Yiembe    |
| Cuarto árbitro      | Drew Fischer      |
| VAR                 | Lahlou Benbraham  |
| Adicional VAR       | Tatiana Guzmán    |

| Estadísticas      | Bandera de Uzbekistán | Bandera de España |
| Tiros             | 12                    | 9                 |
| Tiros a puerta    | 7                     | 6                 |
| Faltas            | 23                    | 24                |
| Saques de esquina | 2                     | 0                 |
| Penaltis          | 1                     | 1                 |
| Fueras de juego   | 3                     | 1                 |
| Posesión de balón | 47%                   | 53%               |

#### República Dominicana vs. España
| 27 de julio de 2024, 15:00 | República Dominicana | 1:3 (1:1)                | España                                | Stade de Bordeaux, Burdeos                                                      |                                                                                 |
|                            | Montes de Oca 38'    | COI Reporte FIFA Reporte | López 24' · Baena 55' · Gutiérrez 70' | Asistencia: 16 099 espectadores Árbitro(s): Adel Al-Naqbi VAR: Sivakorn Pu-udom | Asistencia: 16 099 espectadores Árbitro(s): Adel Al-Naqbi VAR: Sivakorn Pu-udom |

| 1          | Guardameta     | Xavier Valdez           |     |
| 4          | Defensa        | Édgar Pujol             |     |
| 5          | Defensa        | Luiyi de Lucas          |     |
| 12         | Defensa        | Joao Urbáez             |     |
| 2          | Centrocampista | Francisco Reyes Marizán | 72' |
| 14         | Centrocampista | Omar de la Cruz         | 59' |
| 6          | Centrocampista | Heinz Mörschel          | 90' |
| 8          | Centrocampista | Ángel Montes de Oca     |     |
| 16         | Centrocampista | Nelson Lemaire          | 59' |
| 18         | Delantero      | Nowend Lorenzo          | 46' |
| 10         | Delantero      | Edison Azcona           |     |
| Entrenador | Entrenador     | Ibai Gómez              |     |

| 1          | Guardameta     | Arnau Tenas    |     |
| 20         | Defensa        | Juanlu Sánchez |     |
| 4          | Defensa        | Eric García    |     |
| 5          | Defensa        | Pau Cubarsí    | 66' |
| 3          | Defensa        | Juan Miranda   | 66' |
| 6          | Centrocampista | Pablo Barrios  | 66' |
| 11         | Centrocampista | Fermín López   | 77' |
| 10         | Centrocampista | Álex Baena     | 77' |
| 14         | Delantero      | Aimar Oroz     |     |
| 9          | Delantero      | Abel Ruiz      |     |
| 17         | Delantero      | Sergio Gómez   |     |
| Entrenador | Entrenador     | Santi Denia    |     |

| 11 | Delantero      | Peter González | 46' |
| 9  | Delantero      | Rafa Nuñez     | 59' |
| 7  | Delantero      | Óscar Ureña    | 59' |
| 17 | Delantero      | José de León   | 78' |
| 3  | Centrocampista | Josué Báez     | 90' |

| 12 | Defensa        | Jon Pacheco      | 66' |
| 15 | Defensa        | Miguel Gutiérrez | 56' |
| 16 | Centrocampista | Adrián Bernabé   | 66' |
| 7  | Delantero      | Diego López      | 77' |
| 8  | Centrocampista | Beñat Turrientes | 77' |

| Anotado | 38' | Ángel Montes de Oca | 1:1 |

| Anotado | 24' | Fermín López     | 0:1 |
| Anotado | 55' | Álex Baena       | 1:2 |
| Anotado | 70' | Miguel Gutiérrez | 1:3 |

| Amonestado | 45'   | Pau Cubarsí |
| Amonestado | 90+3' | Abel Ruiz   |

| Expulsado | 45' | Edison Azcona |

| Árbitro             | Adel Al-Naqbi             |
| Árbitros asistentes | Ahmed Alrashadi           |
| Árbitros asistentes | Sabet Obaid Suroor Al-Ali |
| Cuarta árbitra      | Jelena Cvetković          |
| VAR                 | Sivakorn Pu-udom          |
| Adicional VAR       | Khamis Al-Marri           |

| 1          | Guardameta     | Xavier Valdez           |     |
| 4          | Defensa        | Édgar Pujol             |     |
| 5          | Defensa        | Luiyi de Lucas          |     |
| 12         | Defensa        | Joao Urbáez             |     |
| 2          | Centrocampista | Francisco Reyes Marizán | 72' |
| 14         | Centrocampista | Omar de la Cruz         | 59' |
| 6          | Centrocampista | Heinz Mörschel          | 90' |
| 8          | Centrocampista | Ángel Montes de Oca     |     |
| 16         | Centrocampista | Nelson Lemaire          | 59' |
| 18         | Delantero      | Nowend Lorenzo          | 46' |
| 10         | Delantero      | Edison Azcona           |     |
| Entrenador | Entrenador     | Ibai Gómez              |     |

| 1          | Guardameta     | Arnau Tenas    |     |
| 20         | Defensa        | Juanlu Sánchez |     |
| 4          | Defensa        | Eric García    |     |
| 5          | Defensa        | Pau Cubarsí    | 66' |
| 3          | Defensa        | Juan Miranda   | 66' |
| 6          | Centrocampista | Pablo Barrios  | 66' |
| 11         | Centrocampista | Fermín López   | 77' |
| 10         | Centrocampista | Álex Baena     | 77' |
| 14         | Delantero      | Aimar Oroz     |     |
| 9          | Delantero      | Abel Ruiz      |     |
| 17         | Delantero      | Sergio Gómez   |     |
| Entrenador | Entrenador     | Santi Denia    |     |

| 11 | Delantero      | Peter González | 46' |
| 9  | Delantero      | Rafa Nuñez     | 59' |
| 7  | Delantero      | Óscar Ureña    | 59' |
| 17 | Delantero      | José de León   | 78' |
| 3  | Centrocampista | Josué Báez     | 90' |

| 12 | Defensa        | Jon Pacheco      | 66' |
| 15 | Defensa        | Miguel Gutiérrez | 56' |
| 16 | Centrocampista | Adrián Bernabé   | 66' |
| 7  | Delantero      | Diego López      | 77' |
| 8  | Centrocampista | Beñat Turrientes | 77' |

| Anotado | 38' | Ángel Montes de Oca | 1:1 |

| Anotado | 24' | Fermín López     | 0:1 |
| Anotado | 55' | Álex Baena       | 1:2 |
| Anotado | 70' | Miguel Gutiérrez | 1:3 |

| Amonestado | 45'   | Pau Cubarsí |
| Amonestado | 90+3' | Abel Ruiz   |

| Expulsado | 45' | Edison Azcona |

| Árbitro             | Adel Al-Naqbi             |
| Árbitros asistentes | Ahmed Alrashadi           |
| Árbitros asistentes | Sabet Obaid Suroor Al-Ali |
| Cuarta árbitra      | Jelena Cvetković          |
| VAR                 | Sivakorn Pu-udom          |
| Adicional VAR       | Khamis Al-Marri           |

| Estadísticas      | Bandera de la República Dominicana | Bandera de España |
| Tiros             | 3                                  | 20                |
| Tiros a puerta    | 1                                  | 9                 |
| Faltas            | 14                                 | 11                |
| Saques de esquina | 1                                  | 2                 |
| Penaltis          | 0                                  | 0                 |
| Fueras de juego   | 0                                  | 2                 |
| Posesión de balón | 45%                                | 55%               |

#### España vs. Egipto
| 30 de julio de 2024, 15:00 | España        | 1:2 (0:1)                | Egipto                | Stade de Bordeaux, Burdeos                                                   |                                                                              |
|                            | Omorodion 90' | COI Reporte FIFA Reporte | Ibrahim Adel 40', 62' | Asistencia: 12 180 espectadores Árbitro(s): Drew Fischer VAR: Tatiana Guzmán | Asistencia: 12 180 espectadores Árbitro(s): Drew Fischer VAR: Tatiana Guzmán |

| 22         | Guardameta     | Alejandro Iturbe   |     |
| 2          | Defensa        | Marc Pubill        | 46' |
| 19         | Defensa        | Cristhian Mosquera |     |
| 12         | Defensa        | Jon Pacheco        |     |
| 15         | Defensa        | Miguel Gutiérrez   | 70' |
| 8          | Centrocampista | Beñat Turrientes   | 63' |
| 16         | Centrocampista | Adrián Bernabé     | 63' |
| 14         | Centrocampista | Aimar Oroz         | 46' |
| 21         | Centrocampista | Sergio Camello     |     |
| 7          | Centrocampista | Diego López        |     |
| 18         | Delantero      | Samu Omorodion     |     |
| Entrenador | Entrenador     | Santi Denia        |     |

| 1          | Guardameta     | Hamza Alaa         |       |
| 13         | Defensa        | Karim El Debes     | 46'   |
| 2          | Defensa        | Omar Fayed         | 70'   |
| 5          | Defensa        | Hossam Abdelmaguid |       |
| 4          | Defensa        | Ahmed Eid          | 90+7' |
| 17         | Centrocampista | Mohamed Elneny     |       |
| 6          | Centrocampista | Mohamed Shehata    | 81'   |
| 12         | Centrocampista | Ahmed Koka         |       |
| 14         | Delantero      | Zizo               |       |
| 9          | Delantero      | Osama Faisal       | 81'   |
| 10         | Delantero      | Ibrahim Adel       |       |
| Entrenador | Entrenador     | Rogério Micale     |       |

| 17 | Defensa        | Sergio Gómez   | 46' |
| 20 | Defensa        | Juanlu Sánchez | 46' |
| 6  | Centrocampista | Pablo Barrios  | 63' |
| 11 | Centrocampista | Fermín López   | 63' |
| 3  | Defensa        | Juan Miranda   | 70' |

| 7  | Centrocampista | Mahmoud Saber | 46'   |
| 15 | Defensa        | Mohamed Tarek | 70'   |
| 18 | Delantero      | Bilal Mazhar  | 81'   |
| 3  | Centrocampista | Ahmed Atef    | 81'   |
| 8  | Centrocampista | Ziad Kamal    | 90+7' |

| Anotado | 90' | Samu Omorodion | 1:2 |

| Anotado | 40' | Ibrahim Adel | 0:1 |
| Anotado | 62' | Ibrahim Adel | 0:2 |

| Amonestado | 6' | Ahmed Eid |

| Árbitro             | Drew Fischer     |
| Árbitros asistentes | Micheal Barwegen |
| Árbitros asistentes | Lyes Arfa        |
| Cuarta árbitra      | Jelena Cvetković |
| VAR                 | Tatiana Guzmán   |
| Adicional VAR       | Daneon Parchment |

| 22         | Guardameta     | Alejandro Iturbe   |     |
| 2          | Defensa        | Marc Pubill        | 46' |
| 19         | Defensa        | Cristhian Mosquera |     |
| 12         | Defensa        | Jon Pacheco        |     |
| 15         | Defensa        | Miguel Gutiérrez   | 70' |
| 8          | Centrocampista | Beñat Turrientes   | 63' |
| 16         | Centrocampista | Adrián Bernabé     | 63' |
| 14         | Centrocampista | Aimar Oroz         | 46' |
| 21         | Centrocampista | Sergio Camello     |     |
| 7          | Centrocampista | Diego López        |     |
| 18         | Delantero      | Samu Omorodion     |     |
| Entrenador | Entrenador     | Santi Denia        |     |

| 1          | Guardameta     | Hamza Alaa         |       |
| 13         | Defensa        | Karim El Debes     | 46'   |
| 2          | Defensa        | Omar Fayed         | 70'   |
| 5          | Defensa        | Hossam Abdelmaguid |       |
| 4          | Defensa        | Ahmed Eid          | 90+7' |
| 17         | Centrocampista | Mohamed Elneny     |       |
| 6          | Centrocampista | Mohamed Shehata    | 81'   |
| 12         | Centrocampista | Ahmed Koka         |       |
| 14         | Delantero      | Zizo               |       |
| 9          | Delantero      | Osama Faisal       | 81'   |
| 10         | Delantero      | Ibrahim Adel       |       |
| Entrenador | Entrenador     | Rogério Micale     |       |

| 17 | Defensa        | Sergio Gómez   | 46' |
| 20 | Defensa        | Juanlu Sánchez | 46' |
| 6  | Centrocampista | Pablo Barrios  | 63' |
| 11 | Centrocampista | Fermín López   | 63' |
| 3  | Defensa        | Juan Miranda   | 70' |

| 7  | Centrocampista | Mahmoud Saber | 46'   |
| 15 | Defensa        | Mohamed Tarek | 70'   |
| 18 | Delantero      | Bilal Mazhar  | 81'   |
| 3  | Centrocampista | Ahmed Atef    | 81'   |
| 8  | Centrocampista | Ziad Kamal    | 90+7' |

| Anotado | 90' | Samu Omorodion | 1:2 |

| Anotado | 40' | Ibrahim Adel | 0:1 |
| Anotado | 62' | Ibrahim Adel | 0:2 |

| Amonestado | 6' | Ahmed Eid |

| Árbitro             | Drew Fischer     |
| Árbitros asistentes | Micheal Barwegen |
| Árbitros asistentes | Lyes Arfa        |
| Cuarta árbitra      | Jelena Cvetković |
| VAR                 | Tatiana Guzmán   |
| Adicional VAR       | Daneon Parchment |

| Estadísticas      | Bandera de España | Bandera de Egipto |
| Tiros             | 18                | 20                |
| Tiros a puerta    | 5                 | 10                |
| Faltas            | 10                | 6                 |
| Saques de esquina | 8                 | 5                 |
| Penaltis          | 0                 | 0                 |
| Fueras de juego   | 1                 | 4                 |
| Posesión de balón | 50%               | 50%               |

### Cuartos de final

#### Japón vs. España
| 2 de agosto de 2024, 17:00 | Japón | 0:3 (0:1)                | España                       | Stade de Lyon, Lyon                                                          |                                                                              |
|                            |       | COI Reporte FIFA Reporte | F. López 11', 73' · Ruiz 86' | Asistencia: 19 111 espectadores Árbitro(s): Dahane Beida VAR: Jérôme Brisard | Asistencia: 19 111 espectadores Árbitro(s): Dahane Beida VAR: Jérôme Brisard |

| 1          | Guardameta     | Leobrian Kokubo   |     |
| 4          | Defensa        | Hiroki Sekine     |     |
| 15         | Defensa        | Kota Takai        |     |
| 5          | Defensa        | Seiji Kimura      |     |
| 16         | Defensa        | Ayumu Ohata       |     |
| 8          | Centrocampista | Joel Chima Fujita |     |
| 7          | Centrocampista | Rihito Yamamoto   | 83' |
| 14         | Centrocampista | Shunsuke Mito     | 74' |
| 20         | Delantero      | Fuki Yamada       | 46' |
| 11         | Delantero      | Mao Hosoya        |     |
| 10         | Delantero      | Kōki Saitō        | 67' |
| Entrenador | Entrenador     | Gō Ōiwa           |     |

| 1          | Guardameta     | Arnau Tenas   |     |
| 2          | Defensa        | Marc Pubill   |     |
| 4          | Defensa        | Eric García   |     |
| 5          | Defensa        | Pau Cubarsí   |     |
| 3          | Defensa        | Juan Miranda  |     |
| 6          | Centrocampista | Pablo Barrios |     |
| 10         | Centrocampista | Álex Baena    | 70' |
| 14         | Centrocampista | Aimar Oroz    | 83' |
| 11         | Centrocampista | Fermín López  | 83' |
| 17         | Centrocampista | Sergio Gómez  | 88' |
| 9          | Delantero      | Abel Ruiz     | 88' |
| Entrenador | Entrenador     | Santi Denia   |     |

| 9  | Delantero      | Shota Fujio   | 46' |
| 18 | Delantero      | Kein Sato     | 67' |
| 19 | Delantero      | Asahi Uenaka  | 74' |
| 13 | Centrocampista | Ryotaro Araki | 83' |

| 16 | Centrocampista | Adrián Bernabé   | 70' |
| 7  | Delantero      | Diego López      | 83' |
| 8  | Centrocampista | Beñat Turrientes | 83' |
| 18 | Delantero      | Samu Omorodion   | 88' |
| 15 | Defensa        | Miguel Gutiérrez | 88' |

| Anotado | 11' | Fermín López | 0:1 |
| Anotado | 73' | Fermín López | 0:2 |
| Anotado | 86' | Abel Ruiz    | 0:3 |

| Amonestado | 71' | Rihito Yamamoto |

| Amonestado | 1'    | Eric García  |
| Amonestado | 45+7' | Álex Baena   |
| Amonestado | 78'   | Fermín López |

| Árbitro             | Dahane Beida       |
| Árbitros asistentes | Jerson dos Santos  |
| Árbitros asistentes | Stephen Yiembe     |
| Cuarto árbitro      | Mahmood Ali Ismail |
| VAR                 | Jérôme Brisard     |
| Adicional VAR       | Khamis Al-Marri    |

| 1          | Guardameta     | Leobrian Kokubo   |     |
| 4          | Defensa        | Hiroki Sekine     |     |
| 15         | Defensa        | Kota Takai        |     |
| 5          | Defensa        | Seiji Kimura      |     |
| 16         | Defensa        | Ayumu Ohata       |     |
| 8          | Centrocampista | Joel Chima Fujita |     |
| 7          | Centrocampista | Rihito Yamamoto   | 83' |
| 14         | Centrocampista | Shunsuke Mito     | 74' |
| 20         | Delantero      | Fuki Yamada       | 46' |
| 11         | Delantero      | Mao Hosoya        |     |
| 10         | Delantero      | Kōki Saitō        | 67' |
| Entrenador | Entrenador     | Gō Ōiwa           |     |

| 1          | Guardameta     | Arnau Tenas   |     |
| 2          | Defensa        | Marc Pubill   |     |
| 4          | Defensa        | Eric García   |     |
| 5          | Defensa        | Pau Cubarsí   |     |
| 3          | Defensa        | Juan Miranda  |     |
| 6          | Centrocampista | Pablo Barrios |     |
| 10         | Centrocampista | Álex Baena    | 70' |
| 14         | Centrocampista | Aimar Oroz    | 83' |
| 11         | Centrocampista | Fermín López  | 83' |
| 17         | Centrocampista | Sergio Gómez  | 88' |
| 9          | Delantero      | Abel Ruiz     | 88' |
| Entrenador | Entrenador     | Santi Denia   |     |

| 9  | Delantero      | Shota Fujio   | 46' |
| 18 | Delantero      | Kein Sato     | 67' |
| 19 | Delantero      | Asahi Uenaka  | 74' |
| 13 | Centrocampista | Ryotaro Araki | 83' |

| 16 | Centrocampista | Adrián Bernabé   | 70' |
| 7  | Delantero      | Diego López      | 83' |
| 8  | Centrocampista | Beñat Turrientes | 83' |
| 18 | Delantero      | Samu Omorodion   | 88' |
| 15 | Defensa        | Miguel Gutiérrez | 88' |

| Anotado | 11' | Fermín López | 0:1 |
| Anotado | 73' | Fermín López | 0:2 |
| Anotado | 86' | Abel Ruiz    | 0:3 |

| Amonestado | 71' | Rihito Yamamoto |

| Amonestado | 1'    | Eric García  |
| Amonestado | 45+7' | Álex Baena   |
| Amonestado | 78'   | Fermín López |

| Árbitro             | Dahane Beida       |
| Árbitros asistentes | Jerson dos Santos  |
| Árbitros asistentes | Stephen Yiembe     |
| Cuarto árbitro      | Mahmood Ali Ismail |
| VAR                 | Jérôme Brisard     |
| Adicional VAR       | Khamis Al-Marri    |

| Estadísticas      | Bandera de Japón | Bandera de España |
| Tiros             | 9                | 12                |
| Tiros a puerta    | 3                | 6                 |
| Faltas            | 15               | 8                 |
| Saques de esquina | 5                | 5                 |
| Penaltis          | 0                | 0                 |
| Fueras de juego   | 2                | 0                 |
| Posesión de balón | 47%              | 53%               |

### Semifinales

#### Marruecos vs. España
| 5 de agosto de 2024, 18:00 | Marruecos         | 1:2 (1:0)                | España                     | Stade de Marseille, Marsella                                                    |                                                                                 |
|                            | Rahimi 37' (pen.) | COI Reporte FIFA Reporte | F. López 65' · Sánchez 86' | Asistencia: 59 882 espectadores Árbitro(s): Ilgiz Tantashev VAR: Tatiana Guzmán | Asistencia: 59 882 espectadores Árbitro(s): Ilgiz Tantashev VAR: Tatiana Guzmán |

| 1          | Guardameta     | Monir El Kajoui     |     |
| 2          | Defensa        | Achraf Hakimi       |     |
| 17         | Defensa        | Oussama El Azzouzi  |     |
| 4          | Defensa        | Mehdi Boukamir      | 88' |
| 11         | Defensa        | Zakaria El Ouahdi   |     |
| 18         | Centrocampista | Amir Richardson     |     |
| 14         | Centrocampista | Oussama Targhalline |     |
| 10         | Centrocampista | Ilias Akhomach      |     |
| 7          | Centrocampista | Eliesse Ben Seghir  |     |
| 16         | Centrocampista | Abde Ezzalzouli     |     |
| 9          | Delantero      | Soufiane Rahimi     |     |
| Entrenador | Entrenador     | Tarik Sektioui      |     |

| 1          | Guardameta     | Arnau Tenas   |       |
| 2          | Defensa        | Marc Pubill   | 61'   |
| 4          | Defensa        | Eric García   |       |
| 5          | Defensa        | Pau Cubarsí   |       |
| 3          | Defensa        | Juan Miranda  | 61'   |
| 6          | Centrocampista | Pablo Barrios | 61'   |
| 10         | Centrocampista | Álex Baena    | 90+2' |
| 14         | Centrocampista | Aimar Oroz    |       |
| 11         | Centrocampista | Fermín López  |       |
| 17         | Centrocampista | Sergio Gómez  |       |
| 9          | Delantero      | Abel Ruiz     |       |
| Entrenador | Entrenador     | Santi Denia   |       |

| 15 | Delantero | Mehdi Maouhoub | 88' |

| 15 | Defensa        | Miguel Gutiérrez | 61'   |
| 16 | Centrocampista | Adrián Bernabé   | 61'   |
| 20 | Defensa        | Juanlu Sánchez   | 61'   |
| 18 | Delantero      | Samu Omorodion   | 90+2' |

| Anotado · Penal | 37' | Soufiane Rahimi | 1:0 |

| Anotado | 66' | Fermín López   | 1:1 |
| Anotado | 85' | Juanlu Sánchez | 1:2 |

| Amonestado | 37' | Soufiane Rahimi |
| Amonestado | 76' | Amir Richardson |

| Amonestado | 37' | Arnau Tenas    |
| Amonestado | 67' | Fermín López   |
| Amonestado | 72' | Adrián Bernabé |

| Árbitro             | Ilgiz Tantashev  |
| Árbitros asistentes | Andrey Tsapenko  |
| Árbitros asistentes | Timur Gaynullin  |
| Cuarto árbitro      | Glenn Nyberg     |
| VAR                 | Tatiana Guzmán   |
| Adicional VAR       | Rodrigo Carvajal |

| 1          | Guardameta     | Monir El Kajoui     |     |
| 2          | Defensa        | Achraf Hakimi       |     |
| 17         | Defensa        | Oussama El Azzouzi  |     |
| 4          | Defensa        | Mehdi Boukamir      | 88' |
| 11         | Defensa        | Zakaria El Ouahdi   |     |
| 18         | Centrocampista | Amir Richardson     |     |
| 14         | Centrocampista | Oussama Targhalline |     |
| 10         | Centrocampista | Ilias Akhomach      |     |
| 7          | Centrocampista | Eliesse Ben Seghir  |     |
| 16         | Centrocampista | Abde Ezzalzouli     |     |
| 9          | Delantero      | Soufiane Rahimi     |     |
| Entrenador | Entrenador     | Tarik Sektioui      |     |

| 1          | Guardameta     | Arnau Tenas   |       |
| 2          | Defensa        | Marc Pubill   | 61'   |
| 4          | Defensa        | Eric García   |       |
| 5          | Defensa        | Pau Cubarsí   |       |
| 3          | Defensa        | Juan Miranda  | 61'   |
| 6          | Centrocampista | Pablo Barrios | 61'   |
| 10         | Centrocampista | Álex Baena    | 90+2' |
| 14         | Centrocampista | Aimar Oroz    |       |
| 11         | Centrocampista | Fermín López  |       |
| 17         | Centrocampista | Sergio Gómez  |       |
| 9          | Delantero      | Abel Ruiz     |       |
| Entrenador | Entrenador     | Santi Denia   |       |

| 15 | Delantero | Mehdi Maouhoub | 88' |

| 15 | Defensa        | Miguel Gutiérrez | 61'   |
| 16 | Centrocampista | Adrián Bernabé   | 61'   |
| 20 | Defensa        | Juanlu Sánchez   | 61'   |
| 18 | Delantero      | Samu Omorodion   | 90+2' |

| Anotado · Penal | 37' | Soufiane Rahimi | 1:0 |

| Anotado | 66' | Fermín López   | 1:1 |
| Anotado | 85' | Juanlu Sánchez | 1:2 |

| Amonestado | 37' | Soufiane Rahimi |
| Amonestado | 76' | Amir Richardson |

| Amonestado | 37' | Arnau Tenas    |
| Amonestado | 67' | Fermín López   |
| Amonestado | 72' | Adrián Bernabé |

| Árbitro             | Ilgiz Tantashev  |
| Árbitros asistentes | Andrey Tsapenko  |
| Árbitros asistentes | Timur Gaynullin  |
| Cuarto árbitro      | Glenn Nyberg     |
| VAR                 | Tatiana Guzmán   |
| Adicional VAR       | Rodrigo Carvajal |

| Estadísticas      | Bandera de Marruecos | Bandera de España |
| Tiros             | 16                   | 14                |
| Tiros a puerta    | 3                    | 5                 |
| Faltas            | 10                   | 20                |
| Saques de esquina | 5                    | 10                |
| Penaltis          | 1                    | 0                 |
| Fueras de juego   | 2                    | 1                 |
| Posesión de balón | 48%                  | 52%               |

### Final

#### Francia vs. España
| 9 de agosto de 2024, 18:00 | Francia                                          | 3:5 (3:3, 1:3) (t. s.)   | España                                               | Parque de los Príncipes, París                                               |                                                                              |
|                            | Millot 11' · Akliouche 79' · Mateta 90+3' (pen.) | COI Reporte FIFA Reporte | F. López 18', 25' · Baena 28' · Camello 100', 120+1' | Asistencia: 44 260 espectadores Árbitro(s): Ramon Abatti VAR: Tatiana Guzmán | Asistencia: 44 260 espectadores Árbitro(s): Ramon Abatti VAR: Tatiana Guzmán |

| 16         | Guardameta     | Guillaume Restes     |      |
| 5          | Defensa        | Kiliann Sildillia    | 110' |
| 4          | Defensa        | Loïc Badé            |      |
| 2          | Defensa        | Castello Lukeba      |      |
| 3          | Defensa        | Adrien Truffert      | 90'  |
| 6          | Centrocampista | Manu Koné            | 105' |
| 12         | Centrocampista | Enzo Millot          | 77'  |
| 13         | Centrocampista | Joris Chotard        | 52'  |
| 7          | Centrocampista | Michael Olise        |      |
| 10         | Delantero      | Alexandre Lacazette  | 52'  |
| 14         | Delantero      | Jean-Philippe Mateta |      |
| Entrenador | Entrenador     | Thierry Henry        |      |

| 1          | Guardameta     | Arnau Tenas   |     |
| 2          | Defensa        | Marc Pubill   | 73' |
| 4          | Defensa        | Eric García   |     |
| 5          | Defensa        | Pau Cubarsí   |     |
| 3          | Defensa        | Juan Miranda  | 98' |
| 6          | Centrocampista | Pablo Barrios |     |
| 10         | Centrocampista | Álex Baena    | 83' |
| 14         | Centrocampista | Aimar Oroz    | 88' |
| 11         | Centrocampista | Fermín López  | 73' |
| 17         | Centrocampista | Sergio Gómez  |     |
| 9          | Delantero      | Abel Ruiz     | 83' |
| Entrenador | Entrenador     | Santi Denia   |     |

| 8  | Centrocampista | Maghnes Akliouche  | 52'  |
| 9  | Delantero      | Arnaud Kalimuendo  | 52'  |
| 11 | Centrocampista | Désiré Doué        | 77'  |
| 15 | Defensa        | Bradley Locko      | 90'  |
| 17 | Defensa        | Soungoutou Magassa | 105' |
| 18 | Centrocampista | Rayan Cherki       | 110' |

| 16 | Centrocampista | Adrián Bernabé   | 73' |
| 20 | Defensa        | Juanlu Sánchez   | 73' |
| 8  | Centrocampista | Beñat Turrientes | 83' |
| 21 | Delantero      | Sergio Camello   | 83' |
| 12 | Defensa        | Jon Pacheco      | 88' |
| 15 | Defensa        | Miguel Gutiérrez | 98' |

| Anotado         | 11'   | Enzo Millot          | 1:0 |
| Anotado         | 79'   | Maghnes Akliouche    | 2:3 |
| Anotado · Penal | 90+3' | Jean-Philippe Mateta | 3:3 |

| Anotado | 18'    | Fermín López   | 1:1 |
| Anotado | 25'    | Fermín López   | 1:2 |
| Anotado | 28'    | Álex Baena     | 1:3 |
| Anotado | 100'   | Sergio Camello | 3:4 |
| Anotado | 120+1' | Sergio Camello | 3:5 |

| Amonestado | 36'   | Manu Koné |
| Amonestado | 45+5' | Loïc Badé |

| Amonestado | 76'    | Adrián Bernabé |
| Amonestado | 78'    | Álex Baena     |
| Amonestado | 90+1'  | Juan Miranda   |
| Amonestado | 94'    | Jon Pacheco    |
| Amonestado | 120+2' | Sergio Camello |

| Árbitro             | Ramon Abatti     |
| Árbitros asistentes | Rafael Alves     |
| Árbitros asistentes | Guillerme Camilo |
| Cuarto árbitro      | Dahane Beida     |
| VAR                 | Tatiana Guzmán   |
| Adicionales VAR     | David Coote      |
| Adicionales VAR     | Ovidiu Hațegan   |

| 16         | Guardameta     | Guillaume Restes     |      |
| 5          | Defensa        | Kiliann Sildillia    | 110' |
| 4          | Defensa        | Loïc Badé            |      |
| 2          | Defensa        | Castello Lukeba      |      |
| 3          | Defensa        | Adrien Truffert      | 90'  |
| 6          | Centrocampista | Manu Koné            | 105' |
| 12         | Centrocampista | Enzo Millot          | 77'  |
| 13         | Centrocampista | Joris Chotard        | 52'  |
| 7          | Centrocampista | Michael Olise        |      |
| 10         | Delantero      | Alexandre Lacazette  | 52'  |
| 14         | Delantero      | Jean-Philippe Mateta |      |
| Entrenador | Entrenador     | Thierry Henry        |      |

| 1          | Guardameta     | Arnau Tenas   |     |
| 2          | Defensa        | Marc Pubill   | 73' |
| 4          | Defensa        | Eric García   |     |
| 5          | Defensa        | Pau Cubarsí   |     |
| 3          | Defensa        | Juan Miranda  | 98' |
| 6          | Centrocampista | Pablo Barrios |     |
| 10         | Centrocampista | Álex Baena    | 83' |
| 14         | Centrocampista | Aimar Oroz    | 88' |
| 11         | Centrocampista | Fermín López  | 73' |
| 17         | Centrocampista | Sergio Gómez  |     |
| 9          | Delantero      | Abel Ruiz     | 83' |
| Entrenador | Entrenador     | Santi Denia   |     |

| 8  | Centrocampista | Maghnes Akliouche  | 52'  |
| 9  | Delantero      | Arnaud Kalimuendo  | 52'  |
| 11 | Centrocampista | Désiré Doué        | 77'  |
| 15 | Defensa        | Bradley Locko      | 90'  |
| 17 | Defensa        | Soungoutou Magassa | 105' |
| 18 | Centrocampista | Rayan Cherki       | 110' |

| 16 | Centrocampista | Adrián Bernabé   | 73' |
| 20 | Defensa        | Juanlu Sánchez   | 73' |
| 8  | Centrocampista | Beñat Turrientes | 83' |
| 21 | Delantero      | Sergio Camello   | 83' |
| 12 | Defensa        | Jon Pacheco      | 88' |
| 15 | Defensa        | Miguel Gutiérrez | 98' |

| Anotado         | 11'   | Enzo Millot          | 1:0 |
| Anotado         | 79'   | Maghnes Akliouche    | 2:3 |
| Anotado · Penal | 90+3' | Jean-Philippe Mateta | 3:3 |

| Anotado | 18'    | Fermín López   | 1:1 |
| Anotado | 25'    | Fermín López   | 1:2 |
| Anotado | 28'    | Álex Baena     | 1:3 |
| Anotado | 100'   | Sergio Camello | 3:4 |
| Anotado | 120+1' | Sergio Camello | 3:5 |

| Amonestado | 36'   | Manu Koné |
| Amonestado | 45+5' | Loïc Badé |

| Amonestado | 76'    | Adrián Bernabé |
| Amonestado | 78'    | Álex Baena     |
| Amonestado | 90+1'  | Juan Miranda   |
| Amonestado | 94'    | Jon Pacheco    |
| Amonestado | 120+2' | Sergio Camello |

| Árbitro             | Ramon Abatti     |
| Árbitros asistentes | Rafael Alves     |
| Árbitros asistentes | Guillerme Camilo |
| Cuarto árbitro      | Dahane Beida     |
| VAR                 | Tatiana Guzmán   |
| Adicionales VAR     | David Coote      |
| Adicionales VAR     | Ovidiu Hațegan   |

| Estadísticas      | Bandera de Francia | Bandera de España |
| Tiros             | 29                 | 18                |
| Tiros a puerta    | 12                 | 8                 |
| Faltas            | 18                 | 14                |
| Saques de esquina | 12                 | 1                 |
| Penaltis          | 1                  | 0                 |
| Fueras de juego   | 3                  | 2                 |
| Posesión de balón | 55%                | 45%               |